# Profferlo

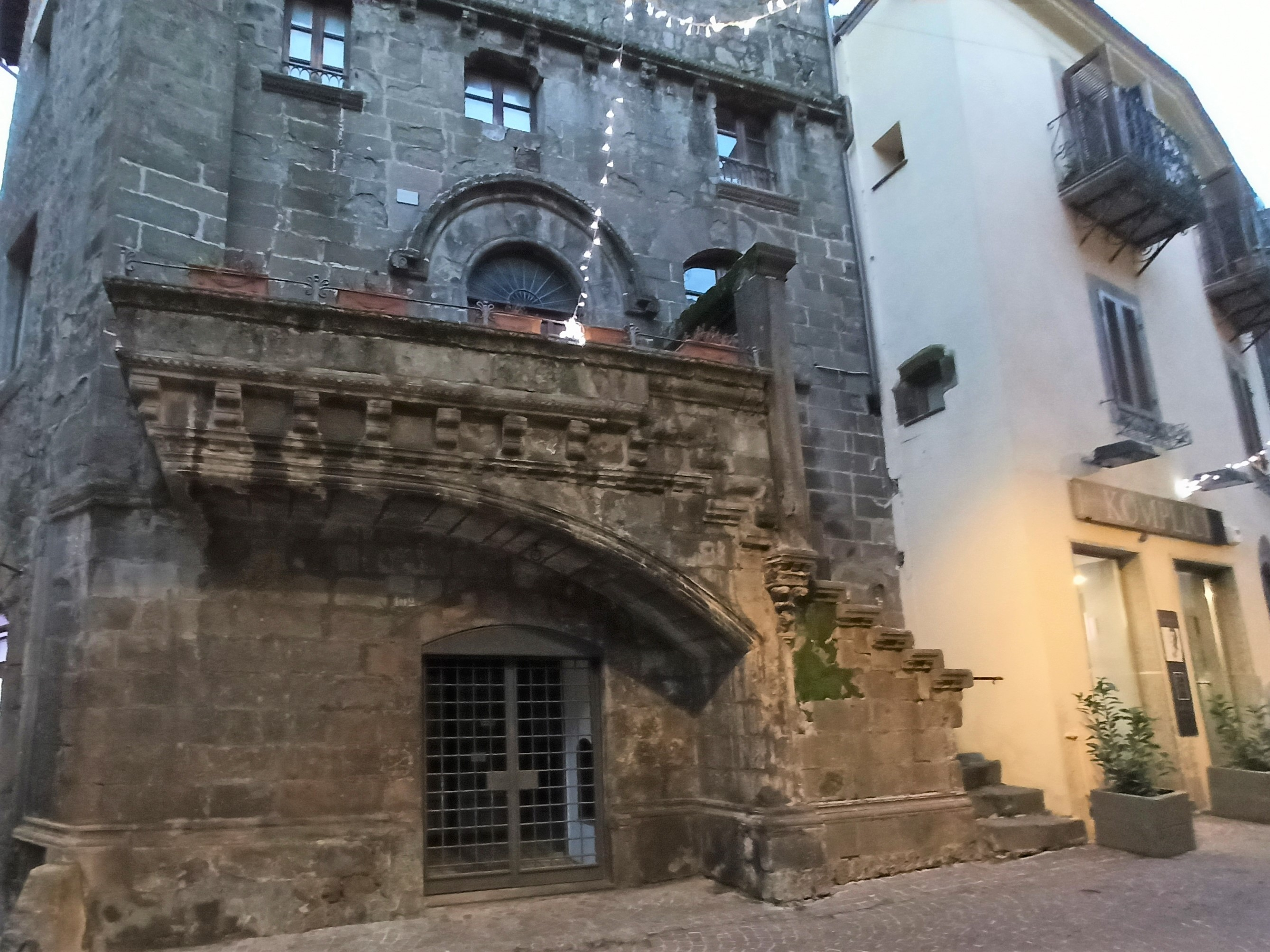
Profferlo di Casa Poscia in via Saffi a Viterbo

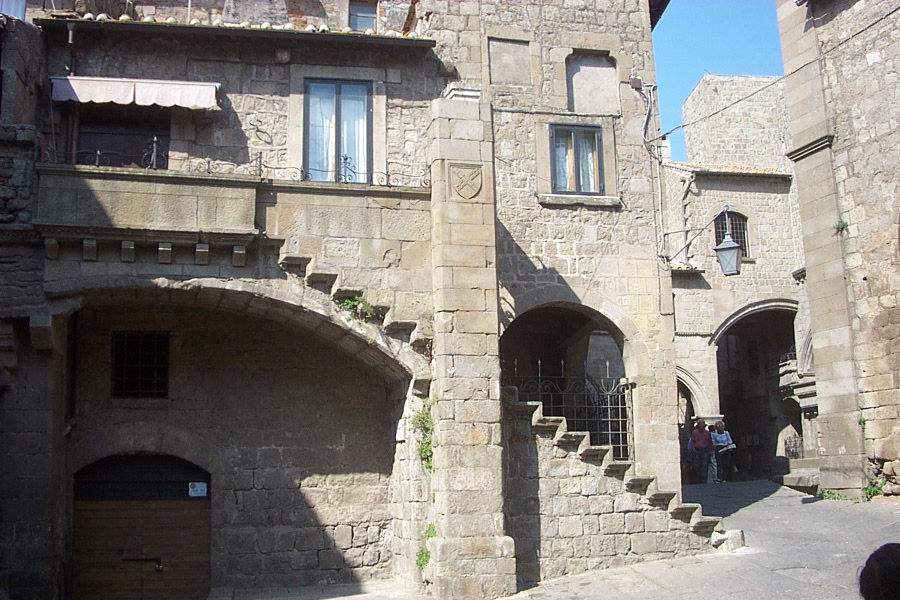
Profferlo nel quartiere San Pellegrino a Viterbo

Il profferlo (dal tardo latino proferŭlum, a sua volta derivato dal greco προφερής, «posto davanti») è un elemento tipico dell'architettura civile del Medioevo.
È costituito da una scala a una sola rampa che corre lungo la facciata dell'edificio. In cima alla scala una piccola loggia che precede la porta di ingresso dell'abitazione.
Al di sotto della scala si apre un mezzo arco che racchiude l'accesso all'ambiente del piano terreno, generalmente destinato a bottega, a cantina o, più raramente, a stalla.

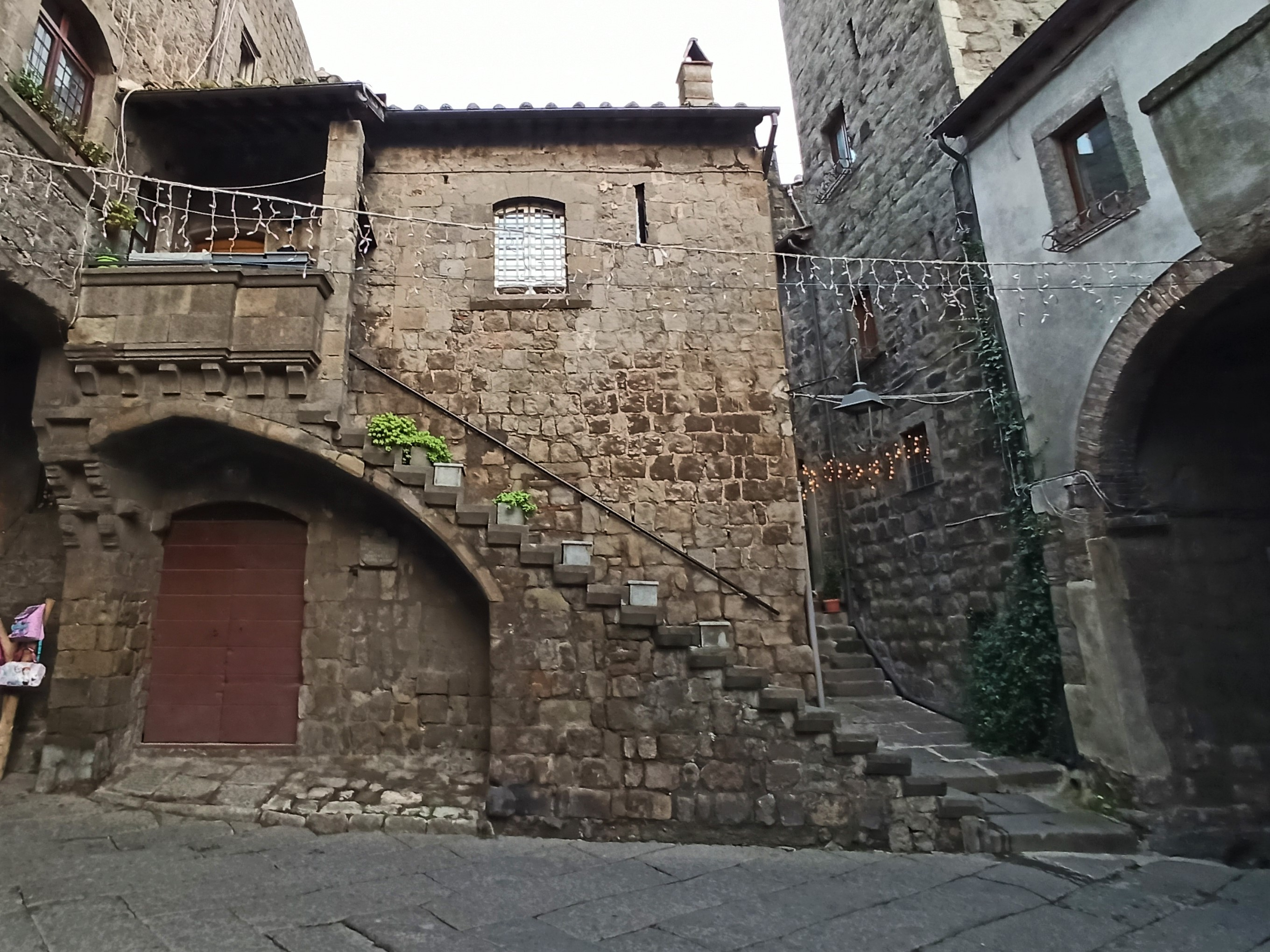
Un altro profferlo nel quartiere San Pellegrino a Viterbo

L'area di maggior diffusione del profferlo è il Lazio, in particolare nel viterbese (a Viterbo, Tuscania, Vitorchiano...). A Viterbo se ne possono ammirare di semplici ma suggestivi nelle vie dei quartieri medievali di San Pellegrino e Pianoscarano. Molto più raffinato ed elegante, invece, quello di Casa Poscia in via Saffi.